# Campeonato Mundial de Atletismo de 2011
El XIII Campeonato Mundial de Atletismo se celebró en Daegu (Corea del Sur) del 27 de agosto al 4 de septiembre de 2011 bajo la organización de la Asociación Internacional de Federaciones de Atletismo y la Federación surcoreana de Atletismo.
Las competiciones se realizaron en el Estadio de Daegu, con capacidad para 66 mil espectadores; las pruebas de marcha y maratón tuvieron un recorrido urbano con inicio y meta en la calle Gukchae-Bosang, enfrente del parque conmemorativo de Gukchae.

## Símbolos
El logotipo oficial del evento fue diferente al utilizado en los campeonatos anteriores. Fue realizado de acuerdo a la marca y guía de estilo proporcionados por la IAAF, que muestra las curvas de una pista de atletismo, que simbolizan el «movimiento continuo» del deporte. Incluye el diseño propio de cada evento, en este caso un conjunto de ocho flechas volantes que convergen en un punto, que representan la «energía del viento», y su simetría, el «intercambio de culturas» entre Daegu y el resto del mundo; esto, junto a los colores de dicha figura y el fondo azul, significan el compromiso de la ciudad con la ecología y el medio ambiente. Además, las flechas incluyen unos puntos que simbolizan a los atletas y oficiales. Asimismo, el logotipo incorpora a un atleta en dirección a la meta, el cual fue elaborado con retoques de estilo oriental.
La mascota llevó el nombre de Sarbi, y representó un canino de la raza sapsal-gae, originaria de la región de Daegu. Esta raza de perros es considerada popularmente como una fuente de buena suerte y fortuna.
Let's go together fue la canción oficial del campeonato, interpretada por los cantantes Insooni y Gak Huh; fue compuesta por Myongsu Shin, y la parte lírica estuvo a cargo de Hyonbo Shim, en la versión coreana, y Jay, en la versión en inglés.

## Participantes
De acuerdo a un informe presentado por la IAAF, del día 21 de agosto, un total de 1945 atletas de 202 naciones participaron en el evento.

## Calendario
| E | Eliminatorias | C | Clasificaciones | ½ | Semifinales | F | Final |

| Fecha →           | 27 | 27 | 28 | 28 | 28 | 29 | 29 | 29 | 30 | 30 | 31 | 31 | 1 | 1 | 2 | 2 | 3 | 3 | 4 | 4 | 4 |
| Evento ↓          | M  | T  | M  | T  | T  | M  | T  | T  | M  | T  | M  | T  | M | T | M | T | M | T | M | T | T |
| ----------------- | -- | -- | -- | -- | -- | -- | -- | -- | -- | -- | -- | -- | - | - | - | - | - | - | - | - | - |
| 100 m             | C  | E  |    | ½  | F  |    |    |    |    |    |    |    |   |   |   |   |   |   |   |   |   |
| 200 m             |    |    |    |    |    |    |    |    |    |    |    |    |   |   | E | ½ |   | F |   |   |   |
| 400 m             |    |    | E  |    |    |    | ½  | ½  |    | F  |    |    |   |   |   |   |   |   |   |   |   |
| 800 m             | E  |    |    | ½  | ½  |    |    |    |    | F  |    |    |   |   |   |   |   |   |   |   |   |
| 1500 m            |    |    |    |    |    |    |    |    | E  |    |    |    |   | ½ |   |   |   | F |   |   |   |
| 5000 m            |    |    |    |    |    |    |    |    |    |    |    |    | E |   |   |   |   |   |   | F | F |
| 10 000 m          |    |    |    | F  | F  |    |    |    |    |    |    |    |   |   |   |   |   |   |   |   |   |
| Maratón           |    |    |    |    |    |    |    |    |    |    |    |    |   |   |   |   |   |   | F |   |   |
| 110 m vallas      |    |    | E  |    |    |    | ½  | F  |    |    |    |    |   |   |   |   |   |   |   |   |   |
| 400 m vallas      |    |    |    |    |    | E  |    |    |    | ½  |    |    |   | F |   |   |   |   |   |   |   |
| 3000 m obstáculos |    |    |    |    |    | E  |    |    |    |    |    |    |   | F |   |   |   |   |   |   |   |
| 4 × 100 m         |    |    |    |    |    |    |    |    |    |    |    |    |   |   |   |   |   |   |   | E | F |
| 4 × 400 m         |    |    |    |    |    |    |    |    |    |    |    |    | E |   |   | F |   |   |   |   |   |
| 20 km marcha      |    |    | F  |    |    |    |    |    |    |    |    |    |   |   |   |   |   |   |   |   |   |
| 50 km marcha      |    |    |    |    |    |    |    |    |    |    |    |    |   |   |   |   | F |   |   |   |   |
| Salto de longitud |    |    |    |    |    |    |    |    |    |    |    |    | C |   |   | F |   |   |   |   |   |
| Salto triple      |    |    |    |    |    |    |    |    |    |    |    |    |   |   | C |   |   |   |   | F | F |
| Salto de altura   |    |    |    |    |    |    |    |    | C  |    |    |    |   | F |   |   |   |   |   |   |   |
| Salto con pértiga | C  |    |    |    |    |    | F  | F  |    |    |    |    |   |   |   |   |   |   |   |   |   |
| Peso              |    |    |    |    |    |    |    |    |    |    |    |    | C |   |   | F |   |   |   |   |   |
| Disco             |    |    |    |    |    | C  |    |    |    | F  |    |    |   |   |   |   |   |   |   |   |   |
| Martillo          |    | C  |    |    |    |    | F  | F  |    |    |    |    |   |   |   |   |   |   |   |   |   |
| Jabalina          |    |    |    |    |    |    |    |    |    |    |    |    |   | C |   |   |   | F |   |   |   |
| Decatlón          | F  | F  | F  | F  | F  |    |    |    |    |    |    |    |   |   |   |   |   |   |   |   |   |

| Fecha             | 27 | 27 | 28 | 28 | 29 | 29 | 29 | 30 | 30 | 31 | 31 | 1 | 1 | 2 | 2 | 3 | 3 | 3 | 4 | 4 | 4 |
| Evento ↓          | M  | T  | M  | T  | M  | T  | T  | M  | T  | M  | T  | M | T | M | T | M | T | T | M | T | T |
| ----------------- | -- | -- | -- | -- | -- | -- | -- | -- | -- | -- | -- | - | - | - | - | - | - | - | - | - | - |
| 100 m             | C  |    | E  |    |    | ½  | F  |    |    |    |    |   |   |   |   |   |   |   |   |   |   |
| 200 m             |    |    |    |    |    |    |    |    |    |    |    | E | ½ |   | F |   |   |   |   |   |   |
| 400 m             |    | E  |    | ½  |    | F  | F  |    |    |    |    |   |   |   |   |   |   |   |   |   |   |
| 800 m             |    |    |    |    |    |    |    |    |    |    |    | E |   |   | ½ |   |   |   |   | F | F |
| 1500 m            |    |    | E  |    |    |    |    |    | ½  |    |    |   | F |   |   |   |   |   |   |   |   |
| 5000 m            |    |    |    |    |    |    |    | E  |    |    |    |   |   |   | F |   |   |   |   |   |   |
| 10 000 m          |    | F  |    |    |    |    |    |    |    |    |    |   |   |   |   |   |   |   |   |   |   |
| Maratón           | F  |    |    |    |    |    |    |    |    |    |    |   |   |   |   |   |   |   |   |   |   |
| 100 m vallas      |    |    |    |    |    |    |    |    |    |    |    |   |   | E |   |   | ½ | F |   |   |   |
| 400 m vallas      |    |    |    |    | E  |    |    |    | ½  |    |    |   | F |   |   |   |   |   |   |   |   |
| 3000 m obstáculos | E  |    |    |    |    |    |    |    | F  |    |    |   |   |   |   |   |   |   |   |   |   |
| 4 × 100 m         |    |    |    |    |    |    |    |    |    |    |    |   |   |   |   |   |   |   |   | E | F |
| 4 × 400 m         |    |    |    |    |    |    |    |    |    |    |    |   |   | E |   |   | F | F |   |   |   |
| 20 km marcha      |    |    |    |    |    |    |    |    |    | F  |    |   |   |   |   |   |   |   |   |   |   |
| 50 km marcha      | —  | —  | —  | —  | —  | —  | —  | —  | —  | —  | —  | — | — | — | — | — | — | — | — | — | — |
| Salto de longitud |    | C  |    | F  |    |    |    |    |    |    |    |   |   |   |   |   |   |   |   |   |   |
| Salto triple      |    |    |    |    |    |    |    | C  |    |    |    |   | F |   |   |   |   |   |   |   |   |
| Salto de altura   |    |    |    |    |    |    |    |    |    |    |    | C |   |   |   |   | F | F |   |   |   |
| Salto con pértiga |    |    | C  |    |    |    |    |    | F  |    |    |   |   |   |   |   |   |   |   |   |   |
| Peso              |    |    | C  |    |    | F  | F  |    |    |    |    |   |   |   |   |   |   |   |   |   |   |
| Disco             | C  |    |    | F  |    |    |    |    |    |    |    |   |   |   |   |   |   |   |   |   |   |
| Martillo          |    |    |    |    |    |    |    |    |    |    |    |   |   | C |   |   |   |   |   | F | F |
| Jabalina          |    |    |    |    |    |    |    |    |    |    |    | C |   |   | F |   |   |   |   |   |   |
| Heptatlón         |    |    |    |    | F  | F  | F  | F  | F  |    |    |   |   |   |   |   |   |   |   |   |   |

## Resultados

### Masculino
| Evento                    | Oro                                                                              | Plata                                                                              | Bronce                                                                               |
| ------------------------- | -------------------------------------------------------------------------------- | ---------------------------------------------------------------------------------- | ------------------------------------------------------------------------------------ |
| 100 m (28.08)             | Yohan Blake Jamaica 9,92 s                                                       | Walter Dix Estados Unidos 10,08 s                                                  | Kim Collins San Cristóbal y Nieves 10,09 s                                           |
| 200 m (03.09)             | Usain Bolt Jamaica 19,40                                                         | Walter Dix Estados Unidos 19,70                                                    | Christophe Lemaitre Francia 19,80                                                    |
| 400 m (30.08)             | Kirani James Granada 44,60                                                       | LaShawn Merritt Estados Unidos 44,63                                               | Kévin Borlée · Bélgica · 44,90                                                       |
| 800 m (30.08)             | David Lekuta Rudisha Kenia 1:43,91                                               | Abubaker Kaki Sudán 1:44,41                                                        | Yuri Borzakovski · Rusia · 1:44,49                                                   |
| 1500 m (03.09)            | Asbel Kiprop Kenia 3:35,69                                                       | Silas Kiplagat Kenia 3:35,92                                                       | Matthew Centrowitz Estados Unidos 3:36,08                                            |
| 5000 m (04.09)            | Mohammed Farah Reino Unido 13:23,36                                              | Bernard Lagat Estados Unidos 13:23,64                                              | Dejen Gebremeskel Etiopía 13:23,92                                                   |
| 10 000 m (28.08)          | Ibrahim Jeilan Etiopía 27:13,81                                                  | Mohammed Farah Reino Unido 27:14,07                                                | Imane Merga Etiopía 27:19,14                                                         |
| 110 m vallas (29.08)      | Jason Richardson Estados Unidos 13,16                                            | Liu Xiang China 13,27                                                              | Andrew Turner Reino Unido 13,44                                                      |
| 400 m vallas (01.09)      | David Greene Reino Unido 48,26                                                   | Javier Culson Puerto Rico 48,44                                                    | Louis Jacob van Zyl Sudáfrica 48,80                                                  |
| 3000 m obstáculos (01.09) | Ezequiel Kemboi Kenia 8:14,85                                                    | Brimin Kipruto Kenia 8:16,05                                                       | Mahiedine Mekhissi-Benabbad Francia 8:16,09                                          |
| 20 km marcha (28.08)      | Luis Fernando López · Colombia · 1:20:38                                         | Wang Zheng China 1:20:54                                                           | Kim Hyun-Sub Corea del Sur 1:21:17                                                   |
| 50 km marcha (03.09)      | Denis Nizhegorodov · Rusia · 3:42:45                                             | Jared Tallent Australia 3:43:36                                                    | Si Tianfeng China 3:44:40                                                            |
| Maratón (04.09)           | Abel Kirui Kenia 2:07:38                                                         | Vincent Kipruto Kenia 2:10:06                                                      | Feyisa Lilesa Etiopía 2:10:32                                                        |
| Salto de altura (01.09)   | Jesse Williams Estados Unidos 2,35 m                                             | Alexei Dmitrik · Rusia · 2,35 m                                                    | Trevor Barry Bahamas 2,32 m                                                          |
| Salto con pértiga (29.08) | Paweł Wojciechowski · Polonia · 5,90                                             | Lázaro Borges · Cuba · 5,90                                                        | Renaud Lavillenie Francia 5,85                                                       |
| Salto de longitud (02.09) | Dwight Phillips Estados Unidos 8,45                                              | Mitchell Watt Australia 8,33                                                       | Ngonidzashe Makusha Zimbabue 8,29                                                    |
| Triple salto (04.09)      | Christian Taylor Estados Unidos 17,96                                            | Phillips Idowu Reino Unido 17,77                                                   | Will Claye Estados Unidos 17,50                                                      |
| Peso (02.09)              | David Storl · Alemania · 21,78                                                   | Dylan Armstrong · Canadá · 21,64                                                   | Christian Cantwell Estados Unidos 21,36                                              |
| Disco (30.08)             | Robert Harting · Alemania · 68,97                                                | Gerd Kanter Estonia 66,95                                                          | Ehsan Hadadi Irán 66,08                                                              |
| Martillo (29.08)          | Koji Murofushi Japón 81,24                                                       | Krisztián Pars · Hungría · 81,18                                                   | Primož Kozmus Eslovenia 79,39                                                        |
| Jabalina (03.09)          | Matthias de Zordo · Alemania · 86,27                                             | Andreas Thorkildsen · Noruega · 84,78                                              | Guillermo Martínez · Cuba · 84,30                                                    |
| 4 × 100 m (04.09)         | Jamaica Nesta Carter Michael Frater Yohan Blake Usain Bolt 37,04 RM              | Francia Teddy Tinmar Christophe Lemaitre Yannick Lesourd Jimmy Vicaut 38,20        | San Cristóbal y Nieves Jason Rogers Kim Collins Antoine Adams Brijesh Lawrence 38,49 |
| 4 × 400 m (02.09)         | Estados Unidos Greg Nixon Bershawn Jackson Angelo Taylor LaShawn Merritt 2:59,31 | Sudáfrica Shane Victor Ofentse Mogawane Willem de Beer Louis Jacob van Zyl 2:59,87 | Jamaica Allodin Fothergill Jermaine Gonzales Riker Hylton Leford Green 3:00,10       |
| Decatlón (28.08)          | Trey Hardee Estados Unidos 8607 pts.                                             | Ashton Eaton Estados Unidos 8505 pts.                                              | Leonel Suárez · Cuba · 8501 pts.                                                     |

1. ↑  Descalificación por dopaje de los medallistas de oro y plata, los rusos Valeri Borchin y Vladimir Kanaikin.[6]
2. ↑  Descalificación por dopaje del medallista de oro, el ruso Serguei Bakulin.[7]
3. ↑  Descalificación por dopaje del medallista de bronce, el bielorruso Andrei Mijnevich.[8]

### Femenino
| Evento                    | Oro                                                                                     | Plata                                                                                       | Bronce                                                                                   |
| ------------------------- | --------------------------------------------------------------------------------------- | ------------------------------------------------------------------------------------------- | ---------------------------------------------------------------------------------------- |
| 100 m (29.08)             | Carmelita Jeter Estados Unidos 10,90 s                                                  | Veronica Campbell-Brown Jamaica 10,97 s                                                     | Kelly-Ann Baptiste Trinidad y Tobago 10,98 s                                             |
| 200 m (02.09)             | Veronica Campbell-Brown Jamaica 22,22                                                   | Carmelita Jeter Estados Unidos 22,37                                                        | Allyson Felix Estados Unidos 22,42                                                       |
| 400 m (29.08)             | Amantle Montsho Botsuana 49,56                                                          | Allyson Felix Estados Unidos 49,59                                                          | Francena McCorory Estados Unidos 50,45                                                   |
| 800 m (04.09)             | Caster Semenya Sudáfrica 1:56,35                                                        | Janeth Jepkosgei Busienei Kenia 1:57,42                                                     | Alysia Montaño Estados Unidos 1:57,48                                                    |
| 1500 m (01.09)            | Jennifer Barringer Simpson Estados Unidos 4:05,40                                       | Hannah England Reino Unido 4:05,68                                                          | Natalia Rodríguez · España · 4:05,87                                                     |
| 5000 m (02.09)            | Vivian Cheruiyot Kenia 14:55,36                                                         | Sylvia Kibet Kenia 14:56,21                                                                 | Meseret Defar Etiopía 14:56,94                                                           |
| 10 000 m (27.08)          | Vivian Cheruiyot Kenia 30:48,98                                                         | Sally Kipyego Kenia 30:50,04                                                                | Linet Masai Kenia 30:53,59                                                               |
| 100 m vallas (03.09)      | Sally Pearson Australia 12,28                                                           | Danielle Carruthers Estados Unidos 12,47                                                    | Dawn Harper Estados Unidos 12,47                                                         |
| 400 m vallas (01.09)      | Lashinda Demus Estados Unidos 52,47                                                     | Melaine Walker Jamaica 52,73                                                                | Natalia Antiuj · Rusia · 53,85                                                           |
| 3000 m obstáculos (30.08) | Habiba Ghribi Túnez 9:11,97                                                             | Milcah Chemos Cheywa Kenia 9:17,16                                                          | Mercy Wanjiku Kenia 9:17,88                                                              |
| 20 km marcha (31.08)      | Liu Hong China 1:30:00                                                                  | Elisa Rigaudo · Italia · 1:30:44                                                            | Qieyang Shenjie China 1:31:14                                                            |
| Maratón (27.08)           | Edna Kiplagat Kenia 2:28:43                                                             | Priscah Jeptoo Kenia 2:29:00                                                                | Sharon Cherop Kenia 2:29:14                                                              |
| Salto de altura (03.09)   | Anna Chicherova · Rusia · 2,03 m                                                        | Blanka Vlašić · Croacia · 2,03 m                                                            | Antonietta Di Martino · Italia · 2,00 m                                                  |
| Salto con pértiga (30.08) | Fabiana Murer · Brasil · 4,85                                                           | Martina Strutz · Alemania · 4,80                                                            | Svetlana Feofanova · Rusia · 4,75                                                        |
| Salto de longitud (28.08) | Brittney Reese Estados Unidos 6,82                                                      | Ineta Radēviča Letonia 6,76                                                                 | Nastassia Mironchyk-Ivanova · Bielorrusia · 6,74                                         |
| Triple salto (01.09)      | Olha Saladuha · Ucrania · 14,94                                                         | Olga Rypakova · Kazajistán · 14,89                                                          | Caterine Ibargüen · Colombia · 14,84                                                     |
| Peso (29.08)              | Valerie Adams Nueva Zelanda 21,24                                                       | Jillian Camarena-Williams Estados Unidos 20,02                                              | Gong Lijiao China 19,97                                                                  |
| Disco (28.08)             | Li Yanfeng China 66,52                                                                  | Nadine Müller · Alemania · 65,97                                                            | Yarelys Barrios · Cuba · 65,73                                                           |
| Martillo (04.09)          | Tatiana Lysenko · Rusia · 77,13                                                         | Betty Heidler · Alemania · 76,05                                                            | Zhang Wenxiu China 75,03                                                                 |
| Jabalina (02.09)          | Barbora Špotáková · República Checa · 71,58                                             | Sunette Viljoen Sudáfrica 68,38                                                             | Christina Obergföll · Alemania · 65,24                                                   |
| 4 × 100 m (04.09)         | Estados Unidos Bianca Knight Allyson Felix Marshevet Myers Carmelita Jeter 41,56        | Jamaica Shelly-Ann Freser Kerron Stewart Sherone Simpson Veronica Campbell-Brown 41,70      | Ucrania · Olesia Povh · Natalia Pohrebniak · Mariya Riemien · Hrystyna Stui · 42,51      |
| 4 × 400 m (03.09)         | Estados Unidos Sanya Richard-Ross Allyson Felix Jessica Beard Francena McCorory 3:18,09 | Jamaica Rosemarie White Davita Prendergast Novlene Williams-Mills Shericka Williams 3:18,71 | Reino Unido Perri Shakes-Drayton Nicola Sanders Christine Ohuruogu Lee McConnell 3:23,63 |
| Heptatlón (30.08)         | Jessica Ennis Reino Unido 6751 pts.                                                     | Jennifer Oeser · Alemania · 6572 pts.                                                       | Karolina Tymińska · Polonia · 6544 pts.                                                  |

1. ↑  Descalificación por dopaje de la medallista de bronce, la rusa Anastasiya Kapachinskaya.[9]
2. ↑  Descalificación por dopaje de la medallista de oro, la rusa Mariya Savinova.[10]
3. ↑  Descalificación por dopaje de la medallista de oro, la rusa Yuliya Zaripova.[11]
4. ↑  Descalificación por dopaje de las medallistas de oro y bronce, las rusas Olga Kaniskina y Anisia Kirdiapkina.[12]
5. ↑  Descalificación por dopaje de la medallista de plata, la rusa Olga Kucherenko.[13]
6. ↑  Descalificación por dopaje de la medallista de plata, la bielorrusa Nadzeya Astapchuk.[14]
7. ↑  Descalificación por dopaje de la medallista de oro, la rusa Mariya Abakumova.[15]
8. ↑  Descalificación del relevo ruso, ganador de la medalla de bronce, por dopaje de Anastasiya Kapachinskaya.[16]
9. ↑  Descalificación por dopaje de la medallista de oro, la rusa Tatiana Chernova.[17]

## Medallero
| Núm. | País                   | Oro | Plata | Bronce | Total |
| ---- | ---------------------- | --- | ----- | ------ | ----- |
| 1    | Estados Unidos         | 12  | 9     | 7      | 28    |
| 2    | Kenia                  | 7   | 8     | 3      | 18    |
| 3    | Jamaica                | 4   | 4     | 1      | 9     |
| 4    | Alemania               | 3   | 4     | 1      | 8     |
| 5    | Reino Unido            | 3   | 3     | 2      | 8     |
| 6    | Rusia                  | 3   | 1     | 3      | 7     |
| 7    | China                  | 2   | 2     | 4      | 8     |
| 8    | Sudáfrica              | 1   | 2     | 1      | 4     |
| 9    | Australia              | 1   | 2     | 0      | 3     |
| 10   | Etiopía                | 1   | 0     | 4      | 5     |
| 11   | Colombia               | 1   | 0     | 1      | 2     |
| 11   | Polonia                | 1   | 0     | 1      | 2     |
| 11   | Ucrania                | 1   | 0     | 1      | 2     |
| 14   | Botsuana               | 1   | 0     | 0      | 1     |
| 14   | Brasil                 | 1   | 0     | 0      | 1     |
| 14   | Granada                | 1   | 0     | 0      | 1     |
| 14   | Japón                  | 1   | 0     | 0      | 1     |
| 14   | Nueva Zelanda          | 1   | 0     | 0      | 1     |
| 14   | República Checa        | 1   | 0     | 0      | 1     |
| 14   | Túnez                  | 1   | 0     | 0      | 1     |
| 21   | Cuba                   | 0   | 1     | 3      | 4     |
| 21   | Francia                | 0   | 1     | 3      | 4     |
| 23   | Italia                 | 0   | 1     | 1      | 2     |
| 24   | Canadá                 | 0   | 1     | 0      | 1     |
| 24   | Croacia                | 0   | 1     | 0      | 1     |
| 24   | Estonia                | 0   | 1     | 0      | 1     |
| 24   | Hungría                | 0   | 1     | 0      | 1     |
| 24   | Kazajistán             | 0   | 1     | 0      | 1     |
| 24   | Letonia                | 0   | 1     | 0      | 1     |
| 24   | Noruega                | 0   | 1     | 0      | 1     |
| 24   | Puerto Rico            | 0   | 1     | 0      | 1     |
| 24   | Sudán                  | 0   | 1     | 0      | 1     |
| 33   | San Cristóbal y Nieves | 0   | 0     | 2      | 2     |
| 34   | Bahamas                | 0   | 0     | 1      | 1     |
| 34   | Bélgica                | 0   | 0     | 1      | 1     |
| 34   | Bielorrusia            | 0   | 0     | 1      | 1     |
| 34   | Corea del Sur          | 0   | 0     | 1      | 1     |
| 34   | Eslovenia              | 0   | 0     | 1      | 1     |
| 34   | España                 | 0   | 0     | 1      | 1     |
| 34   | Irán                   | 0   | 0     | 1      | 1     |
| 34   | Trinidad y Tobago      | 0   | 0     | 1      | 1     |
| 34   | Zimbabue               | 0   | 0     | 1      | 1     |
|      | TOTAL                  | 47  | 47    | 47     | 141   |